# Dryopteris cyclopeltidiformis
Dryopteris cyclopeltidiformis är en träjonväxtart som beskrevs av Carl Frederik Albert Christensen. Dryopteris cyclopeltidiformis ingår i släktet Dryopteris och familjen Dryopteridaceae. Inga underarter finns listade.